# Tympanocryptis condaminensis
Tympanocryptis condaminensis es una especie de lagarto iguanio de la familia Agamidae.

## Distribución geográfica
Es endémico de Australia, encontrándose en el estado de Queensland. A pesar de que vive cerca a otros miembros del género Tympanocryptis como T. wilsoni, se cree que no es simpátrica con esta; es decir, no comparten hábitat.

## Taxonomía
Fue descubierta en 2014 gracias a análisis filogenéticos moleculares y su nombre hace referencia al río Condamine, en cuya planicie de inundación habita.